# Nicoleta-Cătălina Bozianu
Nicoleta-Cătălina Bozianu (n. 22 august 1972) este un deputat român, ales în 2016. În martie 2022, Nicoleta-Cătălina Bozianu a fost demisă din conducerea PMP Prahova datorită faptului că a susținut două moțiuni iar astfel a devenit incompatibilă conform art. 56 din Statutul PMP.